# Autonomie spéciale en Indonésie
En 2001, le gouvernement indonésien a promulgué deux lois d'autonomie spéciale : la loi No 18 portant « autonomie spéciale pour la province du territoire spécial d'Aceh comme province de Nanggroe Aceh Darussalam » et la loi No 21 portant « autonomie spéciale pour la province de Papouasie ».

## La loi numéro 21 de 2001
Cette loi No 21 porte « autonomie spéciale pour la province de Papouasie ».
Elle établit que le nom de la province, anciennement « Irian Jaya », s'appelle désormais « Papouasie » (article 1, alinéa a).
L’« autonomie spéciale » est définie comme « une autorité spéciale reconnue et accordée à la province de Papouasie de régler et de gérer les intérêts de la population locale selon sa propre initiative sur la base des aspirations et des droits fondamentaux de la population de Papouasie » (article 1, alinéa b).
Le « Conseil du peuple papou » est défini comme « une représentation culturelle des autochtones de Papouasie, qui possède une certaine autorité dans le cadre de la protection des droits des autochtones de Papouasie » (article 1, alinéa g).
La loi reconnaît à la province le droit de posséder des emblèmes du territoire, « symbole culturel de l’identité des Papous, sous la forme d’un drapeau et d’un hymne qui ne sont pas instaurés comme des symboles de souveraineté » (article 1, alinéa h).
La loi d'Autonomie Spéciale (LAS) qui arrive à échéance en 2021 doit être prolongée de vingt ans. Extrait : "Après avoir divisé le territoire dès 2003 en deux provinces et multiplié par quatre (de 10 à 42) les sous-divisions administratives de ces provinces (les kabupaten ou départements/municipalités), son extension annonce la création de nouvelles provinces. Quatre ? Six ? Huit ? La réponse est pour l’heure bien gardée. Quoi qu’il en soit, cette décision sera encore prise sans que les Papous soient consultés, en contradiction patente avec la LAS définie comme « un droit spécial reconnu et accordé à la province papoue pour régler et gérer, selon sa propre initiative, les intérêts de sa population dans le respect de ses aspirations et de ses droits fondamentaux ». Pour le gouvernement indonésien, cette prolifération de découpages administratifs (pemekaran) qui se conjugue avec l’arrivée de nouveaux fonctionnaires décentralisés, est conçue comme un antidote au séparatisme papou. Pour les Papous, c’est une source de rivalités accrues qui bouscule les rapports de pouvoir entre groupes ethniques (plus de 270 groupes selon les critères ethnolinguistiques) ou structures lignagères au sein de ces groupes. Chacun tente de s’approprier les postes clefs (gouverneurs locaux) auxquels sont attachés les transferts fiscaux alloués par l’État central. Une manne financière d’autant plus disputée que les gouvernements locaux (selon l’article 4 de la LAS) n’ont aucun pouvoir en matière de relations internationales, de défense, de sécurité, de justice, de politique monétaire et budgétaire. 
lire : https://blog.mondediplo.net/la-vie-des-papous-compte
La subdivision d’un kabupaten (département) ou d’une kota (ville), auparavant appelée kecamatan, s'appelle désormais un « distrik ».
Un « kampung » (village) ou toute autre dénomination est une « unité légale de population ayant autorité pour régler et gérer les intérêts de la population locale sur la base de la coutume locale reconnue dans le système de gouvernement national » (article 1, alinéa l).
La coutume (adat) est définie comme « les pratiques reconnues, observées et institutionnalisées par la population locale de façon ancestrale » (article 1, alinéa o).
Une « communauté coutumière » (masyarakat adat) est « une population autochtone de Papouasie qui vit sur un territoire et est liée et obéit à une certaine coutume dans un sentiment de forte solidarité entre ses membres » (article 1, alinéa p).
Un « autochtone » (orang asli) de Papouasie est « une personne originaire de la race mélanésienne constituée par les groupes ethniques (suku) originaires de la province de Papouasie et/ou une personne acceptée et reconnue par une communauté traditionnelle de Papouasie » (article 1, alinéa t).
« La province de Papouasie, en tant que partie de l’État unitaire de la République d’Indonésie, utilise le Rouge et Blanc comme drapeau d’Etat et l’« Indonesia Raya » comme hymne national » (article 2, alinéa 1).